# 栃木県立藤岡高等学校
栃木県立藤岡高等学校（とちぎけんりつふじおかこうとうがっこう）は栃木県下都賀郡藤岡町（現・栃木市）にかつて存在した全日制普通科の高等学校。栃木県立小山城南高等学校に開校準備室が設置され、1975年4月に設立。2006年4月に栃木県立栃木南高等学校と統合され、栃木翔南高校となる。2008年3月閉校。

## 沿革
- 1975年1月 開校準備室を設置
- 1975年4月 開校
- 1984年11月 創立10周年記念式典挙行
- 1994年11月 創立20周年記念式典挙行
- 2004年3月 栃木南高校との統合が決定
- 2004年11月 創立30周年記念式典挙行
- 2006年4月 栃木県立栃木南高等学校と統合し、栃木県立栃木翔南高等学校が開校
- 2008年3月 閉校

## 関連高校
- 栃木県立栃木南高等学校
- 栃木県立栃木翔南高等学校